# Góry Polaków
Góry Polaków (dawniej: Szczyt Polaków; norw. Polakkfjellet) – góry na Spitsbergenie o wysokości 793 m n.p.m. Leżą na południe od Lodowca Polaków. Nazwę górom nadała pierwsza polska ekspedycja naukowa na Spitsbergenie w 1934 roku – nadano wówczas nazwę Szczyt 1934 roku (1934 Peak), jednak nazwa w tej postaci była niepraktyczna i Norweski Instytut Polarny jej nie zaakceptował wprowadzając nazwę Polakkfjellet. Polska Komisja Standaryzacji Nazw Geograficznych poza Granicami Rzeczypospolitej Polskiej w latach 2008-2013 zalecała nazwę Szczyt Polaków.